# Стомпорков
Стомпорков (пољ. Stąporków) је град у Пољској у Војводству Светокришком у Повјату konecki. Према попису становништва из 2011. у граду је живело 6.142 становника.

## Становништво
Према прелиминарним подацима са пописа, у граду је 2011. живело 6.142 становника.
| 2002. | 2011. | 2012. |
| ----- | ----- | ----- |
| 6.222 | 6.142 | 6.085 |